# Собакозуб жовноносний
Собакозуб жовноносний (Cynodontium strumiferum) — вид мохів порядку дикранальних (Dicranales).

## Поширення
Батьківщиною є Європа, Північна Америка, Азія.
Населяє тінисті кислі породи, ґрунт поверх скелі; від помірних до високих висот.

## Характеристика
Стебла до 2.5 см. Листки 2–4(5) мм, лінійно-ланцетні, звужені до тонкого вістря; дистальні краї листя широко загнуті в проксимальній половині. Коробочкові ніжки (6)9–13 мм. Коробочка зігнута. Коробочки зрілі влітку.